# Clase Bracuí
La Clase Bracuí es una clase de patrulleras (NPa) de la Armada de Brasil originaria de la Clase River de la Royal Navy británica.
Los barcos fueron incorporados a la Armada en 1998 y clasificados como Patrulleros Costeros (NaPaCo). Posteriormente fueron reclasificados como Patrulleros (NPa).

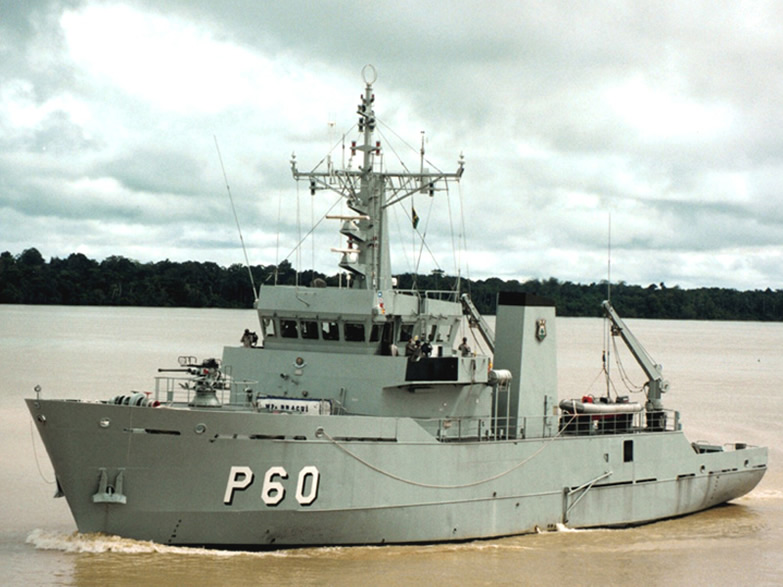
NPa Bracuí (P-60)

## Lista de barcos
- NPa Bracuí (P-60)
- NPa Benevente (P-61)
- NPa Boca NPa (P-62)
- NPa Babitonga (P-63)

## Características
- Desplazamiento: 720 toneladas
- Dimensiones (metros): 47,6 de largo, 10,5 de boca y 3,1 de calado
- Velocidad: 14 nudos
- Tripulación: 35
- Armas:
  - 1 cañón Bofors Mk 3 de 40 mm
  - 2 ametralladoras